# Skidskytte vid paralympiska vinterspelen 1994

Paralympiska symbolen
(1988-1994)

Skidskytte vid paralympiska vinterspelen 1994 bestod av 10 tävlingar.

## Medaljligan
| Ranking | Nation        |    |    |    | Totalt |
| ------- | ------------- | -- | -- | -- | ------ |
| 1       | Tyskland      | 3  | 3  | 5  | 11     |
| 2       | Frankrike     | 2  | 1  | 0  | 3      |
| 3       | Norge         | 2  | 0  | 3  | 5      |
| 4       | Ryssland      | 1  | 2  | 0  | 3      |
| 5       | Danmark       | 1  | 0  | 0  | 1      |
| 5       | Nederländerna | 1  | 0  | 0  | 1      |
| 7       | Schweiz       | 0  | 3  | 1  | 4      |
| 8       | Sverige       | 0  | 1  | 0  | 1      |
| 9       | Finland       | 0  | 0  | 1  | 1      |
| Total   | Total         | 10 | 10 | 10 | 30     |

### Herrar
| Gren                  | Klass               | Guld                            | Silver                        | Brons                      |
| 7,5 kilometer fristil | B1 Detaljer...      | Udo Hirsch Tyskland             | Wilhelm Brem Tyskland         | Morten Tollefsen Norge     |
| 7,5 kilometer fristil | B2 Detaljer...      | Frank Hoefle Tyskland           | Torbjoern Ek Sverige          | Adrian Mosimann Schweiz    |
| 7,5 kilometer fristil | B3 Detaljer...      | Alexandre Nassarouline Ryssland | Nikolai Ilioutchenko Ryssland | Alexander Schwarz Tyskland |
| 7,5 kilometer fristil | LW2/3/9 Detaljer... | Wiggo Nordseth Norge            | Roland Gaess Tyskland         | Svein Lilleberg Norge      |
| 7,5 kilometer fristil | LW4 Detaljer...     | Age Jonsberg Norge              | Andre Favre Frankrike         | Wolfgang Mahler Tyskland   |
| 7,5 kilometer fristil | LW5-8 Detaljer...   | Thomas Oelsner Tyskland         | Theo Feger Tyskland           | Josef Gattinger Tyskland   |
| 7,5 kilometer sitski  | LW10 Detaljer...    | Didier Riedlinger Frankrike     | Franco Belletti Schweiz       | Klaus Kleiser Tyskland     |
| 7,5 kilometer sitski  | LW11 Detaljer...    | Omar Bouyoucef Frankrike        | Ruedi Weber Schweiz           | Teuvo Ojala Finland        |

### Damer
| Gren                  | Klass             | Guld                                   | Silver                   | Brons                    |
| 7,5 kilometer fristil | B1-3 Detaljer...  | Anne-Mette Bredahl-Christensen Danmark | Lubov Paninykii Ryssland | Martina Willing Tyskland |
| 7,5 kilometer fristil | LW2-9 Detaljer... | Majorie van de Bunt Nederländerna      | Theres Huser Schweiz     | Ragnhild Myklebust Norge |

### Fotnoter
1. ↑  Medal Standings - Lillehammer 1994 Paralympic Winter Games - Biathlon, Internationella paralympiska kommittén (IPC)

- ”1994 Lillehammer - Biathlon”. Internationella paralympiska kommittén. 14 mars 2010. http://www.paralympic.org/Sport/Results/reports.html?type=event&criteria=0&games=1994PWG&sport=27. Läst 21 december 2010.

- Winter Sport Classification, Kanadas paralympiska kommitté